# Здзіслав Кшишков'як
Здзіслав Людвік Кшишков'як (пол. Zdzisław Ludwik Krzyszkowiak; нар. 3 серпня 1929 — пом. 23 березня 2003) — польський легкоатлет, який спеціалізувався в бігу на довгі дистанції та стипль-чезі.

## Із життєпису
Олімпійський чемпіон-1960 з бігу на 3000 метрів з перешкодами. На Олімпіаді-1956 також виступав у стипль-чезі, проте не пройшов далі забігу.
Учасник двох олімпійських фіналів у бігу на 10000 метрів — 4-е місце у 1956 та 7-е місце у 1960.
Автор «золотого дубля» у бігу на 5000 та 10000 метрів на чемпіонаті Європи-1958.
Дворазовий рекордсмен світу з бігу на 3000 метрів з перешкодами.
13-разовий чемпіон Польщі.
По завершенні спортивної кар'єри (1963) працював тренером.
Останні роки життя, незважаючи на серйозну хворобу, активно співпрацював з Олімпійським комітетом Польщі.

## Основні міжнародні виступи
| Рік  | Змагання         | Місто     | Місце | Дисципліна | Примітки |
| ---- | ---------------- | --------- | ----- | ---------- | -------- |
| 1956 | Олімпійські ігри | Мельбурн  | 1заб5 | 3000 м з/п |          |
| 1956 | 4                | 10000 м   |       |            |          |
| 1958 | Чемпіонат Європи | Стокгольм | 1     | 5000 м     |          |
| 1958 | 1                | 10000 м   |       |            |          |
| 1960 | Олімпійські ігри | Рим       | 1     | 3000 м з/п |          |
| 1960 | 7                | 10000 м   |       |            |          |
| 1962 | Чемпіонат Європи | Белград   | 1заб5 | 3000 м з/п |          |

## Визнання
Кавалер срібного Олімпійського ордену (1987).
Іменем Здзіслава Кшишков'яка названий стадіон у Бидгощі.